# Izvor (Plovdiv)
Izvor (Bulgaars: Извор) is een dorp in Bulgarije. Het dorp is gelegen in de gemeente Rodopi, oblast Plovdiv. Het dorp ligt hemelsbreed 13 kilometer ten zuidwesten van Plovdiv en 133 kilometer ten zuidoosten van Sofia.

## Bevolking
Op 31 december 2020 telde het dorp Izvor 109 inwoners; vrijwel uitsluitend etnische Bulgaren. Het aantal inwoners vertoont al vele decennia een dalende trend: in 1934 had het dorp nog 1.412 inwoners.
|  |

| Etnische samenstelling van de respondenten (2011) | Etnische samenstelling van de respondenten (2011) | Etnische samenstelling van de respondenten (2011) | Etnische samenstelling van de respondenten (2011) | Etnische samenstelling van de respondenten (2011) |
| ------------------------------------------------- | ------------------------------------------------- | ------------------------------------------------- | ------------------------------------------------- | ------------------------------------------------- |
|                                                   |                                                   |                                                   |                                                   |                                                   |
| Bulgaren                                          | Bulgaren                                          |                                                   | 97,9%                                             | 97,9%                                             |
| Turken                                            | Turken                                            |                                                   | 0,0%                                              | 0,0%                                              |
| Roma                                              | Roma                                              |                                                   | 0,0%                                              | 0,0%                                              |
| Anders/Onbekend                                   | Anders/Onbekend                                   |                                                   | 2,1%                                              | 2,1%                                              |

## Toerisme
Izvor is een van de meer toeristisch aantrekkelijke dorpen in de gemeente Rodopi. Het dorp ligt op ongeveer 550 meter hoogte boven de zeespiegel in het Rodopegebergte. Er zijn 12 kapellen in het dorp en een kerk "Sveti Iliya" (gebouwd in 1925). Een andere populaire toeristische attractie in het dorp zijn de twee goed bewaard gebleven bruggen uit de Romeinse periode.